# Saul Goodman
James Morgan "Jimmy" McGill, ismertebb nevén Saul Goodman, későbbi álnevén Gene Takavic, egy kitalált karakter, aki a Breaking Bad – Totál szívás című sorozat egyik mellékszereplője, majd az annak a sorozatnak az előzményéül szolgáló Better Call Saul-nak a főszereplője. A figurát valamennyi megjelenése alkalmával Bob Odenkirk játszotta, magyar hangja Kassai Károly.
Saul Goodman egy Albuquerque városában praktizáló ügyvéd, aki fiatal korában piti szélhámos volt, és aki főként büntetőügyeket vállal el, miközben ő maga is jó kapcsolatokat ápol az alvilággal. Ír-amerikai származású, álnevét felhasználva azonban magát zsidónak tetteti, mert úgy véli, egy zsidó ügyvédben jobban megbíznak az emberek. Neve az "it's all good, man" angol kifejezésből alkotott szójáték.

## Megalkotása
A Breaking Bad – Totál szívás második évadának forgatása közben merült fel a gondolata Saul Goodman karakterének létrehozásának. Ennek két fő oka volt. Az első, hogy ahogy Walter és Jesse egyre mélyebben hatolnak be az alvilágba, szükségessé vált egy olyan karakter behozása, aki vezeti őket ennek során. Eddigre már azt is megírták, hogy Jesse barátai, köztük Badger is árulják a drogot, és hogy őt le is fogják tartóztatni, és hogy mindenképpen szükségük lesz egy ügyvédre, aki kihozza őt. Később ebből a koncepcióból eredtek olyan cselekményszálak is, mint például amikor Walternek szüksége lett egy "eltakarítóra", és az ügyvéd biztosította volna ehhez a kapcsolati tőkét. A második ok az volt, hogy az addig a sorozat fő humorforrását jelentő Hank Schrader a történet szerint épp ekkor ment át egy igen komoly traumás időszakon, miután először látta a kartellt eláruló Tortuga fejét egy teknős hátára tűzve, majd megtapasztalta, hogy a társait felrobbantották. Emiatt Saul Goodmant egy komikus figurának szánták már az elejétől fogva: hangosnak, harsánynak, különcnek, aki maga is egy szélhámos. Épp ezért választották a Saul Goodman nevet, mint az "it's all good, man" szójátékát, mert ebből is kitűnik, hogy az ügyvéd olyan néven akart praktizálni, amit a legostobább ügyfelek is megértenek, ha letartóztatják őket. A nevet Vince Gilligan találta ki.
A karakter megalkotása "A megmentő" című Breaking Bad-epizód alapján (2. évad 8. rész) Peter Gould nevéhez fűződik. Mivel mind Gould, mind Gilligan nagy rajongói voltak a "Mr. Show With Bob & David" című varietéműsornak, ezért első körben is Bob Odenkirk neve merült fel a karakter eljátszására. Gilligan egy négy epizódos vendégszereplést ajánlott fel Odenkirknek, cserébe pedig nem tartottak a szerepre meghallgatást. Ő ekkoriban fiatal humoristákat mentorált, és a szerepet barátja, Reid Harrison javaslatára vállalta el, azzal, hogy a sorozatból egyetlen részt sem látott, és egyébként is úgy vélte, hogy rövid életű szerep lesz. A forgatás előtt azért megnézte a korábbi epizódokat, viszont nem olvasta el a forgatókönyvet, azt gondolván, hogy azt úgyis megvágják majd a forgatás napjáig. A karakter beszédhangjához Robert Evans producer szolgáltatta az inspirációt, melynek tökéletes kidolgozása érdekében számtalanszor megnézte Evans "A kölyök képben marad" című önéletrajzi ihletésű filmjét. Bryan Cranston segítette őt képbe hozni arról, hogy miről is szól a sorozat, és leckéket adott Odenkirknek a drámai színészkedésből (amit korábban nem gyakorolt, lévén elsősorban humorista). Odenkirknek a második évad fináléjában is meg kellett volna jelennie, ám már élő szerződése volt az Így jártam anyátokkal ekkoriban zajló forgatására, így pótlására kitalálták Mike Ehrmantraut karakterét.
Saul eredetileg tényleg csak négy epizód erejéig szerepelt volna, ám növekvő népszerűsége miatt szép lassan a cselekmény középpontjába került. Az eredetileg csak "két és fél dimenziós" komikus karakter fokozatosan mélységet kapott, és egyre nagyobb szerepet Walter White útjában az alvilágban. Emellett a szereplő több emberséget is kapott, köszönhetően Odenkirk színészi képességeinek. Ez volt az a tényező, aminek hatására nem tűnt el a karakter pár epizód után, hanem később is jelentőséget kapott. Népszerűségét látva Gilligan és Golud már viszonylag korán elgondlkodtak egy spin-off sorozat leforgatásán, és erről megkérdezték Odenkirköt is. Ő először visszautasította a lehetőséget, mondván hogy a szereppel így is elég nagy hírnevet szerzett és szeretne inkább több időt együtt tölteni a családjával Los Angelesben. Végül épp a gyerekei voltak azok, akik meggyőzték, hogy egy ilyen lehetőséget nem szabad kihagyni.
A Breaking Bad – Totál szívás befejezése után el is kezdtek dolgozni a Saul Goodman köré épülő sorozaton, mely hamar egy előzménytörténetté alakult, amelyben Jimmy McGill Saul Goodman-né alakulásáról szólt a történet. Ennek az is volt az oka, mert a készítők szerint Saul Goodman már egy kiforrott karakter volt, nem igazán volt benne fejlődési potenciál, ellenben egy előzménytörténettel meg tudták volna mutatni a szereplő lecsúszását. Az eredeti sorozatban nem sok mindent mondtak el a múltjáról, csak annyit hintettek el egy epizódban, hogy az eredeti neve McGill. Így lehetőség volt egy részletes történetet írni hozzá. Jimmy McGill születési helye azért lett Chicago egyik elővárosa, mert Bob Odenkirk maga is ott született, azonkívül a szereplő fiatalkorában a környék a politikai korrupció melegágya volt, ami remek motívumot szolgáltatott a karakter eredetének.

## Fiktív önéletrajza
|  | Alább a cselekmény részletei következnek! |

1960. november 12-én született az Illinois állambeli Ciceróban, ami Chicago egyik elővárosa. Bátyja, Chuck egy sikeres ügyvédként dolgozott az albuquerque-i székhelyű Hamlin, Hamlin & McGill Ügyvédi Irodánál. Ő maga gyerekként az apja, Charles Sr. vegyesboltjában dolgozott, ahol végignézte, hogy verik át a szemfüles vevők a naiv apját. Hamarosan ő maga is elkezdte megrövidíteni a kasszát, és szép lassan körülbelül 14 ezer dollárt sikkasztott el. A kisbolt csődöt jelentett, apja ezt követően alig fél évvel meghalt, Jimmy pedig vigasztalhatatlanul sírt a temetésen.
Elhatározván, hogy ő nem lesz olyan, mint az apja, Jimmy piti szélhámosnak állt. "Csúszós Jimmy" becenéven csinált olyan trükköket, hogy megcsúszott, elesett, majd ezért a balesetért ártatlan embereket kezdett el hibáztatni, hogy a felelősségüket elismertetve velük pénzt csikarjon ki belőlük. Ezenkívül barátja, Marco Pasternak segítségével hamis Rolexekkel is trükközött. Már ekkoriban is elkezdte használni a Saul Goodman álnevet, amit később a televíziós hirdetéseinek értékesítésekor, majd mobiltelefonok árusításakor is használt.
Fiatal korában kétszer nősült, ám mindkétszer villámgyorsan el is vált. Az egyik exneje egy Chet nevű fickóval csalta meg, Jimmy pedig bosszúból megcsinálta részegen a "Chicagói Napfénytető" néven elhíresült trükköt, jelesül Chet autójának nyitott napfényteteje felé ülve beleszékelt a járműbe. Amiről azonban nem tudott, hogy az illető gyerekei is a kocsiban voltak közben, ami miatt letartóztatták, és szexuális bűnözőként készültek nyilvántartani. Félve ennek következményeitől megkereste bátyját, Chuckot, akit előtte vagy öt évig nem is látott. Chuck segített neki megúszni a börtönt és a súlyos büntetést, de cserébe azt kérte, hogy költözzön Albuquerque-be és dolgozzon az ügyvédi irodája postázójában.
Miközben ott dolgozott, megismerkedett Kim Wexlerrel, aki joghallgatóként éppen a gyakorlatát töltötte. Kettejük közt hamar barátság majd romantikus kapcsolat szövődött. Bátyja példáján inspirálódva Jimmy gyorsan befejezte a hiányzó iskoláit, majd sikeresen diplomázott jogászként a fiktív Amerikai Szamoai Egyetem jogi karán levelezős hallgatóként. Szakvizsgája letétele után abban reménykedett, hogy a Hamlin, Hamlin & McGill (HHM) foglalkoztatja őt, de tudtán kívül Chuck, a partnere, Howard Hamlin felhasználásával ez ellen áskálódott. Mivel nem került az iroda alkalmazásába, egyéni ügyvédként kellett dolgoznia, és első irodáját egy vietnami körömszalon hátsó helyiségében rendezte be. Ekkoriban minden munkát elvállalt, amit csak lehetett, köztük kirendelt védői feladatokat is ellátott.
Valamivel később, kb. 2002 táján, miután Chucktól elvált a felesége, Rebecca, a férfi különös tüneteket kezdett el produkálni: minden elektromágnesességgel működő berendezés közelében szabályosan rosszul lett. Emiatt teljesen visszavonult a házába, és Jimmy volt az, aki bevásárolt helyette és a gondját viselte. Csakhogy ekkoriban ő maga komoly pénzügyi gondokkal küszködött, és az egyetlen vagyontárgya egy lepukkant Suzuki Esteem autó volt. A bíróság parkolójába való ki-be állás körüli viták kapcsán ismerkedett meg Mike Ehrmantrauttal, aki akkoriban parkolóőr volt.

### Better Call Saul (2002-2008)
Elégedetlenül amiatt, amire eddig volt kárhoztatva, Jimmy úgy vélte, megfogta az isten lábát, amikor a több mint másfél millió dollárt sikkasztó Kettleman-házaspár ügyével találkozott. Csakhogy ő inkább mégis a HHM-et választották, Jimmy pedig egy trükköt akart bevetni, hogy magához csábítsa őket. A trükk visszafelé sült el, és emiatt konfrontációba került a hírhedt drogdílerrel, Tuco Salamancával. Mivel remekül ki tudta beszélni magát a helyzetből, felkeltette Tuco egyik emberének Nacho Vargának a figyelmét, aki ki akarta rabolni Kettlemanéket. Jimmy ebben az akcióban nem vett részt, azonban amikor Nachót a magánakciója miatt letartóztatták, ő segített neki kijönni. Később rájött, hogy Kettlemanék hol bújkálnak a hatóságok elől. Azoknak nem tetszett, hogy a HHM (jelesül Kim) csak egy olyan vádalkut tudott volna összehozni, hogy alig egy évre kellett volna börtönbe menniük egy igen súlyos bűncselekményben (mert ők teljesen ártatlannak vallották magukat), így hát Jimmy Mike segítségével ellopta az elsikkasztott pénzüket és annak visszaadását ahhoz kötötte, hogy fogadják el a Kim által összehozott vádalkut. Ezt azért tehette meg, mert egyébként őt is megpróbálták megvesztegetni 30 ezer dollárral.
Ezután az idős emberek jogi ügyeivel kezdett el foglalkozni, ami egészen szépen is ment. Egy alkalommal felfedezte, hogy a Sandpiper Idősotthon valamennyi lakóját megrövidíti egy kis pénzzel, mely összességében hatalmas összeget tett ki. A nagy ügyet megszimatolva Jimmy Chuck segítségét kérte, aki elismerte, hogy ez tényleg egy komoly perre adhat okot. Kezdetben segítőkésznek is mutatkozott, ám hamar rábírta Jimmyt, hogy ajánlja fel az ügyet a HHM-nek, és mindezt azért, hogy öccsét teljesen leválassza róla. Mikor Jimmy erre rájön és kérdőre vonja őt, Chuck egy kirohanásában elmondja, hogy nem tartja Jimmyt alkalmasnak erre a szakmára, a nevenincs egyetemi diplomájára és a korábbi életére tekintettel, és egyben azt is, hogy ő akadályozta eddig az előmenetelben. Jimmy ezen felháborodva hazamegy Ciceróba, hogy haverjával, Marcóval egy héten keresztül csak trükköket csináljanak. Marco azonban közben szívrohamot kap és meghal az egyik akció közben. Időközben kiderül az is, hogy a Sandpiper-ügy tényleg hatalmas, ezért be kellett vonni egy másik ügyvédi irodát, a Davis & Main-t is, ők pedig Jimmyt szeretnék partnernek. Jimmy visszautazik a városba, de az utolsó pillanatban meggondolja magát, és csak Kim rábeszélésére keresi fel a Davis & Main-t. Kezdetben minden rendben is megy, ám egy idő után kitalálja, hogy reklámfilmet forgat a saját népszerűsítésére. Mivel mindezt a partner ügyvédi irodák jóváhagyása nélkül teszi, ezért alaposan leteremtik, és egy asszisztenst ültetnek a nyakára, aki állandóan követi mindenhová. Mivel Kim is "bűnrészes" volt, ezért őt pedig lefokozzák a HHM-nél, sőt elveszik tőle az általa szerzett értékes ügyfelet, a Mesa Verde bankot. Jimmy ezen felháborodva azt javasolja, hogy lépjenek ki mindketten és alapítsák meg a saját irodájukat. Így is tesznek, és ketten közösen elindítják a Wexler & McGill Ügyvédi Irodát. Kim szeretné magával hozni a Mesa Verdét, de Chuck közbelép. Jimmy ennek hatására elhatározza, hogy meghamisítja a bátyja birtokában lévő iratokat, hogy a következő tárgyalás alkalmával a téves adatok ismeretében jól megszégyenüljön. Sikerrel is jár, a Mesa Verde Kimet választja, Chuck azonban gyanítja, hogy trükközés áldozata lett. Elindul abba a fénymásolószalonba, ahol ismeretei szerint a hamis iratokat gyártotta az öccse, és közben rátör az elektromágnesesség-érzékenység, rosszul lesz, és kórházba kell vinni. Az orvosok szerint a betegsége pszichoszomatikus eredetű, Jimmy mégis önmagát hibáztatja bátyja állapotáért, és amikor egyik nap nála van, bevallja neki, hogy mit tett. Nem is sejti, hogy Chuck a vallomását magnóra vette.
A felvétel önmagában nem lenne elég bizonyíték, ezért Chuck lejátssza másoknak, majd amikor Jimmy tudomást szerez a felvétel létezéséről, betör Chuck házába, hogy tönkretegye azt. A jelenetet titokban végignézi egy magánnyomozó és Howard is, így már van elég szemtanú is, hogy eljárás induljon. Jimmyt letartóztatják, de bátyja azt mondja, nem szeretné, ha büntetőeljárás lenne a dologból. Vádemelés helyett azt akarja elérni, hogy az ügyvédi kamara tárgyalja az ügyet, mint fegyelmi ügyet, és azt szeretné, hogy öccsét örökre tiltsák el az ügyvédkedéstől. A meghallgatás során azonban semmi sem úgy sül el, mint ahogy számított rá: Jimmy és Kim is a pszichoszomatikus betegségére hivatkoznak, majd kiderül, hogy Jimmy az egyik emberével, Huell-lel belecsempészett egy működő mobiltelefont Chuck zsebébe a tárgyalás kezdetén, amit egészen idáig észre sem vett – márpedig ha betegsége igazi lenne, már rég rosszul kellett volna lennie. Chuck ennek hatására kikel öccse ellen, mindenki füle hallatára, a bizottság általános döbbenetére. Ennek köszönhetően nem zárják ki Jimmyt az ügyvédi kamarából, de egy évre felfüggesztik. Hogy tudja fizetni a bérleti díjakat és biztosított legyen a megélhetése, a korábban vásárolt reklámidejét értékesíti és csinál más vállalkozásoknak reklámot, Saul Goodman néven. Közben kiderül, hogy az események miatt az ügyvédi felelősségbiztosítása is jelentősen fog nőni – ettől kiborul, majd közben, mintegy mellékesen megemlíti az ügyintézőnek Chuck állapotát is. Emiatt Chuck biztosítását is jelentősen megemelnék, kivéve ha egy másik ügyvéd folyamatos felügyelete mellett dolgozna. Ebbe Chuck egyáltalán nem hajlandó belemenni, Howard viszont úgy dönt, nyugdíjaztatja partnerét és kifizeti a részét, csak ne ügyvédkedjen tovább. Közben Jimmy megtudja, hogy a Sandpiper-ügyben megegyezés közelít, és neki több mint egy millió dollár járna, de az egyik idős ügyfél visszautasítja ezt, mert az ügyvédei azt tanácsolják, hogy várjon, és akkor még több pénzt kaphat. Jimmy ezért különféle trükkökkel próbálja a barátnőit ellene fordítani, hogy menjen bele az alkuba, de bűntudata támad, és eláll a dologtól. Így viszont csak azt érte el, hogy egyelőre nem kap semennyi pénzt az ügyletből, ráadásul az idős ügyfélkörét is elveszíti. Hogy mégis legyen valami kis pénzük, Kim pluszmunkákat kezd elvállalni, aminek során figyelmetlenségből autóbalesetet szenved és eltörik a karja. Ennek határása úgy döntenek, hogy bezárják az irodát, Kim pedig egyelőre otthonról dolgozik majd. Jimmy megpróbál kibékülni bátyjával, aki békülés helyett közli vele, hogy ő sose jelentett sokat a számára. Chuck tünetei súlyosbodnak ezután, és egyik este, amikor már minden elektromos berendezést eltávolíttatott és a falból is kitépte a vezetékeket, felrúgja az olajlámpást, amivel világít, a keletkező tűzben pedig életét veszti.
Jimmyt sokáig kísérti a bűntudat Chuck halála miatt, mígnem Howard azt mondja, hogy szerinte ő a felelős, mert nem kellett volna annyira erőltetnie a nyugdíjazását. Furcsamód Jimmy a vallomás hatására visszanyeri korábbi vidám énjét és elfogadja, hogy az egészért kizárólag Howard a hibás. Miközben egyéves eltiltását tölti, különféle stiklikbe fog: egy betörő segítségével el akar lopatni egy értékes tárgyat, majd feltöltőkártyás mobiltelefonokat kezd el forgalmazni. Közben Kim elkezd kirendelt védői feladatokat ellátni, majd ismét beszállna a Sandpiper-ügybe, amit már a Schweikart & Cokely Ügyvédi Iroda visz partnerként. Csakhogy úgy tűnik, nem akarják, hogy ezzel az üggyel foglalkozzon. Nem sokkal az eltiltás lejárta előtt egy civil ruhás nyomozó elkezdi faggatni Jimmyt a mobilüzlettel kapcsolatban. Huell, aki ekkor érkezik, azt hiszi, hogy erőszakoskodni akarnak Jimmyvel, ezért közbelép és fejbevágja a rendőrt egy zacskó szendviccsel. Vádat emelnek ellene hivatalos személy elleni erőszak miatt, és mivel visszaeső, több év börtön néz ki neki. Jimmy megkéri Kimet, hogy vállalja el az ügyet, de ő nem akarja tönkretenni a rendőrt az ügyben. Ezért Jimmy kitalál egy elmés megoldást: több száz levelet írat és ad fel Huell szülővárosából az ügyben eljáró bírónak, amelyben felháborodott lakosok tiltakoznak a város köztiszteletben álló polgárának elítélése ellen. A trükk bejön, Huell pedig vádalkuval szabadul. Kim teljesen izgalomba jön a trükközéstől, és ráveszi Jimmyt, hogy egy átveréssel toljanak ki a Mesa Verdével, hogy azok ne tudjanak építkezni az egyik kiszemelt telkükre. Közben Jimmy megpróbál újra felvételt nyerni az ügyvédi kamarába, amit elutasítanak, mert úgy érzik, nem érez bűntudatot Chuck halála miatt. A fellebbezési tárgyalás előtt Kim segítségével egy csomó bizonyítékot kohol, ami ennek az ellenkezőjét bizonyítaná, és mindezt megfejeli egy szívhez szóló beszéddel, amelyben a McGill-név öregbítése iránti szándékát bizonygatja. A bizottság helyt ad, Jimmyt visszaveszik a kamarába, majd azon nyomban felveszi hivatalosan is a Saul Goodman nevet, és így praktizál tovább.
Már ezen a néven vállalja el Everett Acker ügyét, akit a Mesa Verde bank ki akar lakoltatni, mert az ingatlana helyén épülne fel egy új irodaház. Az ügyet Kim hozza neki, aki egyébként a banknak dolgozik, de megszánja az ügyfelet. Jimmy egy trükkel éri el, hogy Mr. Acker jóval több pénzt kapjon: bebizonyítja, hogy a bank jogtalanul használ egy logót, és ennek kiderülése esetén szerzői jogi pert lehetne ellenük indítani. Kim szerint a magánakciói veszélyesek, ezért, hogy ne legyen egymás előtt titoktartási kötelezettségük, összeházasodnak. Közben Howard állást ajánl fel Jimmynek a HHM-nél, de ő húzza-halasztja a válaszadást, és közben folyamatosan stikliket csinál, például bowlinggolyókkal rongálja meg Howard autóját. Howard vissza is vonja az ajánlatát, amikor rájön erre, mire Jimmy közli, hogy mint Saul Goodman sokkal nagyobbra tör, mint a HHM. Nem sokkal később ő látja el Domingo "Krazy-8" Molina védelmét, és Nacho, valamint Lalo Salamanca kérésére eléri, hogy a DEA az informátorának higgye őt. Később a gyilkossággal vádolt Lalo ügyvédjének is őt kérik fel. Lalo óvadéka 7 millió dollár, és Jimmy, akinek 100 ezer dollárt és a kartell barátságát ígérték, ha elmegy a pénzért a sivatagba, elvállalja a munkát. Ott azonban balul sülnek el a dolgok: Juan Bolsa, a kartell másik vezetője, úgy véli, úgy lesz a jó, ha Lalo nem szabadul ki (nem tudván, hogy a háttérbe húzódó Gustavo Fring célja pont ez lenne), és embereivel tüzet nyit Jimmyre. Csak a váratlanul felbukkanó Mike segítségével menekül meg, és bár az autóját szitává lőtték a sivatagban, és két napig bolyongtak, valamint az utolsó támadóval közösen kellett végezniük, végül sikeresen leszállította a pénzt. Az eset poszt-traumás stresszt idézett elő Jimmynél. Nem mondja meg az igazat Lalónak, hanem azt állítja, hogy lerobbant a kocsija, és ezért késlekedett. Csakhogy Lalo megtalálja a szitává lőtt autót, ezért ahelyett, hogy átlépné az államhatárt, visszatér és kérdőre vonja őt. Kim közbelépésének köszönhetően menekül meg, aki leszidja, amiért nem bízik meg benne. Azért mindketten pánikba esnek és a következő napot egy hotelszobában töltik rettegve, míg meg nem hallják a hírét, hogy Lalót lelőtték egy merényletkísérlet során. Közben Kim felmond a Schweikart & Cokely-nél, amit elmond Howardnak, aki szerint ostobaságot csinál és mindezért Jimmyt okolja. Kim megvédi Jimmyt, sőt belemegy abba, hogy a segítségével egy hatalmas trükkel tegyék tönkre Howardot: a Sandpiper-ügyön keresztül.
Ők ketten azt találják ki, hogy elhitetik mindenkivel, különösen a partnereivel, hogy Howard kábítószerezik és prostituáltak szolgáltatásait veszi igénybe. Közben Lalo sikeres védelmének híre megy, és először az ügyészség érdeklődik nála, hogy tud-e a férfiról valamit, majd az összes bűnöző őt szeretné védőjének. Ennek hatására végképp kinövi a régi irodáját, és kibérel egyet egy pláza üzletsorán, ami elég közel van a bírósághoz, a börtönhöz, és az óvadékügynökséghez. A sok ügyfélhez titkárnő is dukál, ezért felveszi Francesca Liddyt. Közben sikerrel zárul a tervük, és nem elég, hogy Howardot mindenki drogosnak látja, még a Sandpiper-ügyben se sikerül akkora összeget megegyezés útján megszereznie az ügyfeleinek, mint amekkorára minimálisan számítani lehetett. A dühös Howard Jimmyék lakására megy és kérdőre vonja őket, ám a váratlanul felbukkanó, nagyon is élő Lalo agyonlövi a férfit. Ezután arra akarja kényszeríteni Jimmyt, hogy segítsen neki Gus megölésében. Végül Kim megy el helyette, őt pedig megkötözi. Később Mike és emberei szabadítják őt ki és tüntetik el Howard holttestét. Mike tanácsára az esetet öngyilkosságnak könyvelik el és tartják magukat ahhoz, hogy Howard öngyilkos lett. Kimnek mindez sok lesz, és a temetést követően elhatározza, hogy abbahagyja a praktizálást, elköltözik, és Jimmytől is elválik, mert úgy véli, rossz hatással vannak egymásra. Jimmy ezt követően teljesen felveszi a Saul Goodman személyiséget, egy giccsesen berendezett villába költözik, vesz egy Cadillac DeVille-t, éjjel-nappal dolgozni kezd, az irodája tetejére pedig vesz egy felfújható Szabadság-szobrot, a tárgyalójába pedig kitapétáztatja az amerikai alkotmányt.

### Breaking Bad (2008-2010)
Ebben az időben a Jimmy McGill nevet gyakorlatilag teljes egészében elhagyta, és helyette Saul Goodmannek hivatja magát mindenkivel. Saul egy rendkívül nyomulós védőügyvéd, aki tud spanyolul is a kiterjedt ügyfélköre miatt, ugyanakkor nem állnak tőle távol alvilági üzletek sem, mint például közreműködés pénzmosásban. Általában harsány, sokszor ízléstelen öltönyöket és nyakkendőket visel, az irodáját római oszlopokkal dekoráltatta ki, és persze a háta mögött a falon ott van az amerikai alkotmány. Magát tévéreklámokban hirdeti, amik annyira bugyuták, hogy az összes potenciális ügyfél megérti őket. Közvetetten kapcsolatban áll Gus Fringgel, mégpedig az immár a saját magánnyomozójaként dolgozó Mike Ehrmantraut-on keresztül.
Egy nap Saul felfigyel Badger Mayhew-ra, akit csak szimpla kábítószer-dílerkedésért visznek be az örsre, ennek ellenére a DEA is élénken érdeklődik iránta. Mint kiderül, azért, mert úgy vélik, rajta keresztül megtalálhatják a hírhedt Heisenberget, aki a kék színű metamfetamint gyártja. Walter White magát Badger nagybátyjának álcázva elmegy és felfogadja Sault a védőügyvédjének, aki közli, hogy Badgernek vádalkut javasolt, hogy mihamarabb szabadulhasson a börtönből. Mivel ez azzal járna, hogy feldobná a terjesztői hálózatot, Walter megpróbálja megvesztegetni Sault, hogy semmiképp ne kössenek vádalkut, amit ő elutasít. Válaszul aznap este Walter és Jesse elrabolják őt, és sapkával a fejükön a sivatagba viszik megkötözve. Ott letérdeltetik egy sírgödör elé, minek hatására Saul pánikba esik, és az jut eszébe, hogy bizonyosan Lalo akarja megöletni őt. Ezért elkezd mentegetőzni, hogy nem ő tervelte ki a merényletet ellene, hanem Nacho, és nagyon megkönnyebbül, amikor megtudja, hogy nem ezért van itt. Miután rájön, hogy Walter és Jesse rabolták el, és hogy Walter Heisenberg, azt mondja, hogy van egy megoldás: ha a vádalku nem fogadható el és Badgert sem akarják megöletni, hogy ne beszéljen: ismer egy embert, aki elvinné jó pénzért a balhét. A terv fényes sikerrel zárul, Badgert elengedik, Saul viszont, aki pénzt szimatol, Mike jobb tanácsa ellenére úgy gondolja, hogy Walterrel még fényes üzleteket tudna véghezvinni a jövőben. Kinyomoztatja Mike-kal a munkahelyének a címét és egészségi állapotát is, és ezek ismeretében elmegy az iskolába, ahol Walter tanít, és rábírja, hogy folyamatos jogi tanácsadás (egyfajta consiglieri-pozíció) fejében kapjon részesedést az üzletből. Miután az egyik terjesztőjüket, Combót egy rivális banda lelövi, Saul hozza össze Mike-on keresztül a találkozót a környék legnagyobb elosztójával, Gus Fringgel; illetve később ő az, aki kitalálja, hogy a Walter által megszerzett drogos pénzt úgy lehetne a legegyszerűbben tisztára mosni, ha a fia által indított PayPal-számlára adományok formájában utalgatnák át azt.
Nem sokkal később segít Jesse-nek megvásárolni a nagynénje régi házát, amit a szülei el akarnak adni, lényegében megzsarolva őket azzal, hogy eltitkolják a potenciális vevők elől azt, hogy a házban droglabor üzemelt. Később Mike segítségével bepoloskáztatja Walter házát, hogy megtudják, Skyler beszél-e bárkinek is a drogos ügyletekről, amellett amikor Walter ki akar szállni a bizniszből családja felbomlása miatt, ő az, aki rá akarja venni, hogy folytassa azt. Walter megtámadja Sault, amikor megtudja, hogy bepoloskázták a házát, aminek hatására Saul a pénzmosás befejezésével fenyegetőzik. Mivel közben Jesse is megtanulta elkészíteni a kék metamfetamint, ezért Saul őt is kiközvetíti Gushoz, majd oldalt vált, amikor Walter sértettségből újra főzni kezd, és felajánlja szolgálatait a pénzmosás során. Saul lesz az, aki megmenti Waltert és Jesset a lelepleződéstől, amikor meg akarják semmisíteni a drogfőzéshez használt lakóbuszt, ugyanis Francesca segítségével megrendez egy telefonhívást arról, hogy Hank Schrader felesége kórházba került. Saul bűntudatosnak érzi magát ezután, ráadásul a dühödt Hank alaposan helybenhagyta Jesset, mert őt gyanította a trükk mögött. Meglátogaja őt a kórházban, ahol Jesse közölte vele, hogy fel fogja dobni Waltert. A kijelentés hatására Saul és Hank beszélgetni kezdenek arról, hogy meg kellene öletni Jesset, amit végül elvetnek. Helyette amint felépül, Saul felajánlja neki, hogy a pénzét különféle vállalkozásokba fektetné, természetesen pénzmosási céllal, amit Jesse elutasít. Ezután Walternek tesz ilyen irányú javaslatot, és először egy lézerharcterem megvásárlását ajánlja fel. Skyler szerint azonban sokkal hihetőbb lenne, ha mondjuk például azt az autómosót venné meg, ahol korábban is dolgozott Walter másodállásban. Valamivel később Jesse rájön, hogy Combo gyilkosai Gus emberei voltak, ezért bosszút esküszik. Mike, aki elsősorban Gusnak dolgozik, követeli Saultól, hogy árulja el Jesse hollétét, amikor az fel akar ellenük lépni, de Saul nemcsak hogy téves nyomra küldi Mike-ot, hanem segít is bújtatni őt.
Az autómosó megszerzése érdekében Skyler útmutatásait követi, aki azt kéri, hogy lehetőség szerint ne alkalmazzanak erőszakot vagy zsarolást. Ezért Saul felbérli az egyik emberét, Patrick Kubyt, hogy játssza el, hogy kormányhivatali ellenőr, aki hatalmas költségekkel együtt járó hiányosságokat talál. A tulajdonos, Bogdan, így már könnyedén eladja Walteréknek az üzletet. Walter később megvallja Saulnak Jesse, Hank és Gus iránt érzett aggodalmait, amire válaszul Saul megadja neki egy Ed Galbraith álnevű illető elérhetőségét. Ed egy "eltakarító", ugyanis amellett, hogy porszívójavító vállalkozást üzemeltet, jó pénzért tud abban is segíteni, hogy hamis személyazonosságot és új életet biztosítson bárkinek, akinek inog a lába alatt a talaj. A bajok pedig elkezdenek sokasodni: Gus bármikor megöletheti Waltert a húzásai miatt, Jesse a pénzét Saulon keresztül egy nőnek, Andreának adományozza, akit a drogrehabilitációs csoportban ismert meg, Skyler pedig rájön, hogy a főnöke, Ted Beneke 620 ezer dolláros tartozást hozott össze adócsalással. Mivel ez utóbbi közvetetten a lebukásukat eredményezheti, ha megindul a hatóságok vizsgálata, Saul a drogos pénzt használja fel arra, hogy kisegítse Tedet, mégpedig úgy, hogy egy rég halott nagynéni örökségének tünteti azt fel. A baj csak az, hogy Ted el akarja költeni azt a pénzt, ezért Saul Kubyt és Huellt küldi el Tedhez, hogy meggyőzzék az ellenkezőjéről. A ráijesztés sikerül, azonban a pánikba esett Ted a csekk aláírása után menekülőre fogja, elesik és nagyon csúnyán megsérül. Miután Walter is egyre inkább úgy érzi, hogy Gus az életére tör, találkozót akar összehozni Eddel Saulon keresztül. Szintén az ő kérésére Saul felkéri Huellt, hogy lopja ki Jesse zsebéből azt a ricines cigarettát, amivel Gust tervezték megölni. Saul ezután odaadja a részét Jessenek és kéri, hogy hagyja el mielőbb a várost. Miután Jesse észreveszi, hogy hiányzik a cigaretta, ráadásul Andrea fiát valaki megmérgezte, Walter meggyőzi róla, hogy Gus volt az, és hogy kettejüknek kell leszámolnia vele. Saul, félve a következményektől, úgy dönt, hogy bújkálni fog, de előtte még elárulja, hogy Gus ősellensége, Hector Salamanca melyik idősotthonban lakik jelenleg.
Gust sikeresen megöli Walter, de a dolgok ezután sem nyugszanak meg. Walter dühös Saulra, amiért az Tednek adta a pénzt, Saul pedig Walterre, amiért megmérgezte Andrea fiát (mert igazából ő tette). Közli, hogy végzett vele és a drogbiznisszel, de Walter megfenyegeti, és közli, hogy majd akkor végeztek, ha ő azt mondta. Saul hiába közli, hogy Gus halálával okafogyottá vált a drogfőzés, Walter folytatni akarja, mert kell neki a pénz. Mivel ehhez új helyszínt kell találni, Saul azt javasolja, hogy ez legyen mindig máshol, és egy emberének a vállalkozását, a Vamonos Pestet ajánlja: napokig tartó kártevőirtás közben zavartalanul főzhetnek. Közben meg kell védenie Mike-ot is, akire rászállt a drogelhárítás, ráadásul az eddig megtakarított pénze sincs biztonságban. Sault kéri meg, amikor forrósodni kezd a lába alatt a talaj, hogy hozza el neki az előre összekészített táskáját a pénzével és hamis iratokkal, de Saul nem ér épp rá, ezért Walter viszi el neki. Ez nagy hibának bizonyul, mert Walter végez is Mike-kal. Közben Jesse a hatalmas bűntudata miatt a saját 5 millió dollárját oda akarja ajándékozni az áldozataiknak, amit Saul visszautasít, mert túl nagy figyelmet generálna. Válaszul Jesse szó szerint elkezdi szórni a pénzt.
Közben Hank kideríti, hogy Walter Heisenberg, ezért Saul azt javasolja, hogy meg kellene öletni őt – ezt Walter visszautasítja. Jesset letartóztatják a pénzszórás miatt, és onnan is Saulnak kell kihoznia. Ezután elintézi, hogy új személyazonossággal leléphessen, de mivel aggódik amiatt, hogy Ed emberei nem foglalkoznának egy drogossal, Huell segítségével kilopatja a zsebéből a füves cigarettáját. Jesse amikor észreveszi, rájön, hogy legutóbb is így tűnt el a ricines cigarettája, és elutazás helyett visszamegy Saulhoz és rátámad. Saul bevallja, hogy valóban Huell lopta ki a ricint is a zsebéből Walter kérésére, de ők nem tudták, hogy ennek mi volt az oka. Mivel Jesse teljesen begőzölt, Saul felhívja Waltert a hírekkel, és Jesse megöletését javasolja. Miután a DEA elkapja Huellt és kivallatja, hogy honnan van Walter pénze, Saul elkezdi félteni az életét, és úgy dönt, eltűnik. Összegyűjti az értéktárgyait, ledarálja az ügyvédi irodájában a kompromittáló dokumentumokat, majd Francescának gyárt egy fedősztorit. Megbeszéli vele, hogy november 12-én (a születésnapján) pontosan 3 órakor legyen egy előre megbeszélt telefonfülkénél, hogy beszélhessenek. Ezután pénzt ad a nőnek és egy névjegykártyát azzal, hogy ha bármi baj lenne, hívja fel a rajta látható számot és mondja, hogy Jimmy küldte őt. Walterrel egyszerre veszik fel a kapcsolatot Eddel, aki új személyazonosságot intéz nekik: Saul innentől kezdve Gene Takavic, aki a nebraskai Omaha egyik Cinnabon fahéjascsiga-sütödéjének a menedzsere. Walter még ekkor is megpróbálja rábírni arra, hogy ehelyett tartson vele és segítsen megbosszulni Hank halálát, de már nincs hozzá elég ereje, hogy rá is kényszerítse.

### A Breaking Bad után (2010)
A hatóságok lefoglalják a Saul Goodman-vagyont, az egykori ügyvédi iroda helyén pedig étterem és edzőterem nyílik. Saul Goodman további sorsát a "Better Call Saul" egyes évadainak nyitóepizódjainak elején, valamint az utolsó néhány epizódban látható fekete-fehér képsorokból tudhatjuk meg.
Saul itt már mint Gene Takavic Cinnabon-menedzser dolgozik, és miközben hiányzik neki a korábbi élete, nagyon igyekszik elkerülni a hatóságokat. Minden remekül alakul, amíg egy albuquerque-i taxis, Jeff, fel nem ismeri őt. Nem kéri Ed segítségét, hanem úgy dönt, hogy maga oldja meg a problémát. Összebarátkozik Jeff anyjával, Marionnal, hogy rajta keresztül környékezze meg a fiát, és felhívja rá a figyelmét, hogy eszébe se jusson őt feldobni. Sőt ennél többet is tesz, kirámolnak egy harmadik emberrel közösen egy üzletet a régi jó trükközős módszerrel – hiszen így mint bűntársak, már mindegyiküknek van vesztenivalója. Gene másnap felhívja a megbeszéltek szerint Francescát, aki közli vele, hogy az összes vagyonát lefoglalták, valamint hogy Kim érdeklődött iránta. Fel is hívja exnejét, aki arra próbálja rábírni, sikertelenül, hogy adja fel magát. Ehelyett folytatja Jeffékkel a simlis tolvajlást. Az egyik helyszínen megbuknak, és Jeffet elfogja a rendőrség, miközben Gene menekülőre fogja. Marion segítségét kéri Jeff kiszabadításához, azonban a nő rájön, hogy ki is ő valójában. Gene megpróbálja erőszakkal hallgatásra kényszeríteni Mariont, de képtelen bármit is tenni, mert bűntudatot kezd el érezni azután, hogy a nő azt mondta neki, hogy bízott benne. Marion ráhívja a rendőröket, így ismét kereket old. A lebukást már nem tudja elkerülni, és letartóztatják. Eleinte többszörös életfogytiglan vár rá, ám sikerül egy kedvező vádalkut kötnie, melynek keretében mindössze hét és fél évet kapna, mert beismerte, hogy mindent Walter White kényszerítésére tett. Az alkut azonban a tárgyaláson mégis felrúgja, amikor megtudja, hogy Kim írásos vallomást tett korábban a Howard halálával kapcsolatos ügyben, és emiatt a nőnek még komoly baja lehet. Elmondja, hogy mindent, amit tett, szabad akaratából csinált, és hogy Chuck halálához is köze van, majd büszkén kijelenti, hogy ő nem Saul Goodman, hanem Jimmy McGill. Vallomása miatt 86 év börtönt kap, amit a legszigorúbb állami fegyintézetben kell letöltenie, de mivel a rabok ismerik a reklámjaiból, ezért összebarátkozott velük.
|  | Itt a vége a cselekmény részletezésének! |

## Fogadtatása
A "Better Call Saul" első négy évadáért és a hatodik évad első feléért Bob Odenkirköt Emmy-díjra jelölték a legjobb főszerepért drámai kategóriában, illetve Golden Globe-díjra is jelölték a legjobb színész kategóriában. Az első négy évadért a Critic's Choice is jelölte őt a legjobb drámai színész kategóriában, és kétszer nyerni is tudott.

## Fordítás
- Ez a szócikk részben vagy egészben  a   Saul Goodman című angol Wikipédia-szócikk ezen változatának fordításán alapul.  Az eredeti cikk szerkesztőit annak laptörténete sorolja fel. Ez a jelzés csupán a megfogalmazás eredetét és a szerzői jogokat jelzi, nem szolgál a cikkben szereplő információk forrásmegjelöléseként.